# Santa Maria Domenica Mazzarello (título cardinalício)
Santa Maria Domenica Mazzarello (em latim, Sancti Mariæ Dominicæ Mazzarello) é um título cardinalício instituído em 21 de fevereiro de 2001 pelo Papa João Paulo II.
A  Igreja de Santa Maria Domenica Mazzarello é dedicada a Santa Maria Domenica Mazzarello (1837-1881), cofundadora italiana das Irmãs Salesianas.

## Titulares protetores
- Antonio Ignacio Velasco Garcia, S.D.B. (2001-2003)
- George Pell (2003-2023)
- Stephen Brislin (desde 2023)